# Georg von Schlieben (Söldner)
Georg von Schlieben (lateinisch George de Slyffen, erwähnt von 1448 bis 1475) war Söldnerführer im Dienste des Deutschen Ordens in Preußen und darauffolgend Eigentümer umfangreicher Besitzungen in Preußen. Er gilt als Vater der preußischen Linie der Familie von Schlieben.

## Leben
Über seine Herkunft gibt es keine sicheren historischen Belege, möglicherweise kam er aus Sachsen oder dem angrenzenden Raum (Lausitz ?). Als Vater wurde ein Hans von Slyffen und als Mutter eine Gräfin von der Lippe in späteren Überlieferungen angegeben.
1448 wurde Georg von Schlieben erstmals in Preußen erwähnt. 1454 kam er dem Deutschen Orden in der Schlacht bei Konitz gegen die preußischen Stände (Preußischer Bund) und Truppen des polnischen Königs Kasimir zu Hilfe, mit einem Söldnerheer von 557 Mann und mit seinem Bruder Christoph sowie Hans, Magnus und Conrad von Schlieben. Er befehligte Truppen danach bei der Rückeroberung weiterer Städte, wobei er 1455 in Allenstein das gesamte Vermögen der Stadt und des Bischofs raubte, und erst nach Intervention des Papstes und des Hochmeisters wieder teilweise herausgab.
1466 war Georg von Schlieben bei den Verhandlungen zum Frieden von Thorn einer der drei Verhandlungsführer für den Deutschen Orden. 1469 wurden ihm Stadt Gerdauen und Burg Gerdauen und die Burg Nordenburg mit den dazugehörigen Dörfern übertragen. Damit entgalt der Orden die von Schlieben geleisteten Kriegsdienste, deren Bezahlung noch ausstand. Bis 1471 kamen weitere Besitzungen hinzu, so dass er und seine Nachkommen zu den reichsten Grundeigentümer in Preußen aufstiegen. Georg von Schlieben wurde 1475 letztmals in einem Schriftstück erwähnt.

## Nachkommen
Georg von Schlieben war mit Anna oder Katharina von Kremitten verheiratet. Sie hatten mehrere Kinder:
- Georg von Schlieben († 1521)
- Hans von Schlieben († nach 1491)
- Dietrich von Schlieben († vor 1534)
- Eustachius von Schlieben († 1497, gefallen)